# Salémata
Salémata ist eine Stadt im Südosten des Senegal. Sie ist Präfektur des Départements Salémata in der Region Kédougou.

## Geographische Lage
Salémata liegt 550 Kilometer südöstlich von Dakar und 67 Kilometer westlich der Regionalpräfektur Kédougou in den Bassari-Bergen zwischen dem Gambia-Fluss, der neun Kilometer nördlich der Stadt vorbeifließt, und der Grenze zum Nachbarland Guinea, die sich ihr im Süden bis auf zwölf Kilometer nähert.

## Geschichte
Das Dorf Salémata erhielt 2008 den Status einer Commune (Stadt), weil dort fortan die Präfektur eines Départements war. Das Stadtgebiet erstreckt sich von der Moschee von Salémata aus gemessen eine bestimmte Anzahl von Kilometern in alle vier Himmelsrichtungen. Daraus ergab sich rechnerisch eine Stadtfläche von 92,4 km².

## Bevölkerung
Die Volkszählung 2013 ergab für die Stadt die Einwohnerzahl 4751.

## Verkehr
Salémata liegt abseits des Netzes der Nationalstraßen. Ein Anschluss an die N 7 besteht nur über eine 77 Kilometer lange geschotterte Piste zu der östlich gelegenen Regionalpräfektur Kédougou. Unterwegs quert eine Brücke nach sechs Kilometern den Diarha und nach 33 Kilometern eine weitere Brücke den Tiokoye. Nur so kann die Straßenverbindung auch in der Regenzeit gewährleistet werden. Der Flugplatz Kédougou bietet einen Anschluss an das nationale Luftverkehrsnetz.